# Simon Edit
Simon Edit (Nagyszakácsi, ? május 7.–) magyar jogász, producer.

## Életpályája
Az Eötvös Loránd Tudományegyetem Állam-és Jogtudományi Karán szerzett jogász diplomát. 1980-ban a Rock Színház egyik alapítója, 16 évig menedzsere, producere. 
A Dorian Gray című magyar szerzésű musicallel megteremtette a Rock Színház West End-i bemutatkozását. Nagy szerepe volt abban, hogy a társulat produkcióival turnézhatott szerte Európában. 
Több musical hangfelvételének producere. 
Az általa létrehozott PS Management - az első musical-ügynökség Magyarországon - jelentős szerepet töltött be tehetséges énekesek, táncosok, kreatív színházi művészek és szerzők külföldi és hazai elismertetésében.
Az 1994-ben alapított Zenés Színházért Közhasznú Alapítvány kuratóriumi elnöke.  
Férjével, Póka Balázs operaénekessel 2006-ban létrehozta a PS Produkciót azzal a céllal, hogy meghonosítsa Magyarországon a komoly művészeti értéket felvonultató, világszínvonalú musicaljátszást.  

## Rocktörténeti mérföldkövek
Jézus Krisztus szupersztár (1972, Budapest)
Az 1971-es Broadway-i bemutatója után rövid idővel, Budapesten is színre került oratorikus formában. Az 1972 január 18.-i bemutató létrejöttében meghatározó személyek Miklós Tibor, a szöveg fordítója és Simon Edit menedzser voltak.
Sztárcsinálók
A Miklós Tibor és Várkonyi Mátyás által jegyzett Sztárcsinálók című első, 1981-ben bemutatott  magyar rockopera menedzsere volt.

## Fontosabb színházi munkái
- Andrew Lloyd Webber-Tim Rice: Jézus Krisztus szupersztár (1972, Budapest) oratórikus bemutató - menedzser
- Andrew Lloyd Webber-Tim Rice: Evita (1980) - a szerzők meghívása Budapestre
- Várkonyi Mátyás-Miklós Tibor: Sztárcsinálók rockopera (1981) - menedzser
- Várkonyi Mátyás-Miklós Tibor: Farkasok rockfantázia, Variation Nemzetközi Fesztivál Helsinki (1983) - menedzser
- Várkonyi Mátyás-Miklós Tibor: Sztárcsinálók rockopera, XVI. Sitges Nemzetközi Színházi Fesztivál (1983) - menedzser
- Várkonyi Mátyás-Miklós Tibor: Farkasok rockfantázia, ARD televíziós felvétel, München (1984) - menedzser
- Gerome Ragni-James Rado-Galt MacDermot: Hair (musical) (1985) - producer
- Várkonyi Mátyás-Miklós Tibor: Sztárcsinálók rockopera, Szófia Nemzetközi Színházi Fesztivál (1986) - menedzser
- Várkonyi Mátyás-Miklós Tibor: Sztárcsinálók rockopera, Villach Nemzetközi Színházi Találkozó (1986) - menedzser
- Andrew Lloyd Webber-Tim Rice: Jézus Krisztus Szupersztár, Szegedi Szabadtéri Játékok (1986) - Tim Rice meghívása Szegedre, menedzser
- Andrew Lloyd Webber-Tim Rice: Jézus Krisztus Szupersztár, Prága Nemzetközi Színházi Fesztivál (1987) Claude-Michel Schönberg meghívása Budapestre, menedzser
- Claude-Michel Schönberg-Alain Boublil-Jean-Marc Natel: A nyomorultak  (musical), Szegedi Szabadtéri Játékok (1987) - Claude-Michel Schönberg, Alain Boublil, Herbert Kretzmer és Cameron Mackintosh meghívása Szegedre - menedzser
- Claude-Michel Schönberg-Alain Boublil-Jean-Marc Natel: A nyomorultak  (musical), Vígszínház (1987) - Marcello Mastroianni meghívása Budapestre - producer
- Andrew Lloyd Webber-Tim Rice: Evita, Várkonyi Mátyás-Gunar Braunke-Ács János: Dorian Gray turné - Svájc, Ausztria, Németország, Belgium, Luxemburg (1987-1989) - menedzser
- Gogol: A revizor Katona József Színház (Budapest) - Chicago Nemzetközi Színházi Fesztivál (1990) - menedzser
- Alfred Jarry: Übü király Katona József Színház (Budapest) - Glasgow (1991) - menedzser
- Kocsák Tibor-Miklós Tibor: Anna Karenina.[2] Ősbemutató. Fővárosi Operettszínház (1994) - producer
- Claude-Michel Schönberg-Alan Boublil: Miss Saigon - Szegedi Szabadtéri Játékok (1994) -  Cameron Mackintosh és a szerzők meghívása Szegedre - producer
- Benny Andersson-Björn Ulvaeus-Tim Rice: Sakk (musical) (1994) - producer
- Várkonyi Mátyás-Gunar Braunke-Ács János: Dorian Gray, London (1995) - producer
- Les Miserables 10 éves Jubileumi Koncert, Royal Albert Hall - Vikidál Gyula közreműködése - menedzser
- Les Miserables Labdarúgó-Európa-bajnokság nyitóünnepség, Wembley Stadion - Vikidál Gyula közreműködése - menedzser
- Terrence McNally-David Yazbek: Alul semmi, Szolnoki Szigligeti Színház a Millenáris Teátrumban (1998) - producer
- Andrew Lloyd Webber-Tim Rice: Jézus Krisztus Szupersztár, Piccolo Színház (2000) - producer
- Steve Margoshes-Jacques Levy: Fame (musical), Piccolo Színház, Margitszigeti Szabadtéri Színpad (2000) - producer
- Jonathan Larson: Rent, Piccolo Színház (2001) - producer
- Leonard Bernstein-Stephen Sondheim: West Side Story (musical), Ferencvárosi Nyári Játékok (2020) - producer
- Móricz Zsigmond-Kocsák Tibor-Miklós Tibor: Légy jó mindhalálig, Toyama Nemzetközi Ifjúsági Színházi Fesztivál (2003) - menedzser
- Verdi: Requiem, Budapesti Kongresszusi Központ, Bergeni Nemzetközi Operafesztivál (2004) - producer
- Benny Andersson-Björn Ulvaeus-Tim Rice: Sakk (musical), Bergeni Nemzetközi Operafesztivál (2005) - producer
- Jim Steinman-Michael Kunze: Vámpírok bálja (musical) (2007) Roman Polanski meghívása Budapestre - producer
- Benny Andersson-Björn Ulvaeus-Tim Rice: Sakk (musical) (2010) Tim Rice meghívása Budapestre - producer
- Queen–Ben Elton: We Will Rock You (musical) (2017) - producer
- Várkonyi Mátyás-Miklós Tibor: Sztárcsinálók rockopera (2020) - producer

## Diszkográfia
- Póka Balázs, Schubert: Winterreise – CD (1995, 2020)
- Rock Színház: Musical Korong – CD (1996)
- Symphonic FAME I. II. III. IV. - CD (2001)
- Rent musical, Piccolo Színház - CD (2003)
- PS Produkció: Vámpírok bálja (musical) – 2CD (2007)
- Egyházi Géza: El nem múló vágy – CD (2015)
- PS Produkció: Sakk (musical) - 2CD (2010)
- PS Produkció: We Will Rock You musical - CD (2019)

## Menedzseltjei voltak
- Ajtai Beáta
- Bartha Andrea
- Russel Roys Barnes
- Simon Burk
- Csengeri Attila
- Benetta Ann Chisholm
- Kentaur (Erkel László)
- Farkas Viktor
- Hal Fowler
- Geiger György
- Hegyaljai Zsolt
- Homonnay Zsolt
- Horváth Henriett
- Kamarás Máté
- Kaszás Attila
- Kárpáti Norbert
- Kelemen Barnabás
- Kocsák Tibor
- Koós Réka
- Kovalik Balázs
- Kovács Réka
- Kováts Kolos
- Ladányi Gyöngyvér
- Ladinek Judit
- Magyar Rádió Szimfonikus Zenekara
- Miller Zoltán
- Mezőfi Gabriella
- Molnár Szilvia
- Claire Moore (singer)
- Nagy Sándor (színművész, 1980)
- Pekár László
- Pétery György
- Polyák Lilla
- Póka Balázs
- Piringer Patrícia
- Sasvári Sándor
- Serbán Attila
- Szolnoki Andrea
- Várkonyi Mátyás
- Vikidál Gyula
- Végvári Eszter
- Tombor Zoltán
- Tunyogi Bernadett

## Média
- Symphonic Fame, Steve Margoshes (2002)
- Les Miserables Wembley Stadium EM Final Game 1996 in London
- International 17 Jean Valjeans "Les Misérables" (2004)
- Pesti Műsor, Tarján Vera / Városépítők: Simon Edit (2008)
- Magyar Narancs, Sisso / Vérszívók mindenütt – Simon Edit producer (2013)
- 168 óra, Szabó Brigitta / Simon Edit: Kell minőségi zenés színház! (2017)
- 2020/05/23 zene.hu, Jagri Ágnes - "Karantén levelek" - Üzenet a zenés színházból - Simon Edit válaszolt